# Paek Nam-sun
Paek Nam-sun (* 13. März 1929 in der Provinz Kankyō-hokudo, früheres Japanisches Kaiserreich, heutiges Nordkorea; † 2. Januar 2007) war von 1998 bis 2007 Außenminister von Nordkorea.

## Leben
Paek Nam-sun absolvierte ein Studium an der Kim-Il-sung-Universität in Pjöngjang. Seine politische Karriere begann er als Vize-Vorsitzender der außenpolitischen Abteilung der Partei der Arbeit Koreas.  1972 bis 1979 war er Botschafter in Polen. Er nahm im Mai 1973 an den 6. Innerkoreanischen Rot-Kreuz-Besprechungen in Seoul teil. Beim Vortreffen zwischen den beiden Vizepremierministern von Südkorea und Nordkorea nahm er im Juni 1994 teil. In seiner Position als Vorsteher des Sekretariats des Komitees für die Friedliche Wiedervereinigung des Vaterlandes, welcher er von 1990 bis 1998 innehatte, reiste er insgesamt viermal zu bilateralen Gesprächen nach Südkorea.
Seine Ernennung zum Außenminister im Jahre 1998 kam für Beobachter überraschend, da er relativ wenig Auslandserfahrung hatte. Verglichen mit seinen fünf Vorgängern in diesem Amt (Pak Hon-yong, Nam Il, Pak Song-chol, Ho Dam, Kim Yŏng-nam) schien er niedriger in der internen Hierarchie zu liegen. Eine größere Kabinettsumbildung im Jahre 2003 überstand er schadlos.
Er galt als wichtigster Ansprechpartner im Ausland und wurde als Experte für Südkorea bezeichnet.

## Tod
Die staatliche nordkoreanische Nachrichtenagentur KCNA meldete am 3. Januar 2007, Staatschef Kim Jong-il habe einen Kranz an die Totenbahre Paek Nam-suns geschickt und den Familienangehörigen sein Beileid ausgesprochen. Weitere Angaben zum genauen Todestag sowie zur Todesursache wurden nicht gemacht.
Die amerikanische Nachrichtenagentur Associated Press zitierte am 4. Januar die offizielle chinesische Nachrichtenagentur Xinhua, wonach der an einer Nierenerkrankung leidende Paek Nam-sun am 2. Januar an Nierenversagen gestorben sei.

## Familie
Sein dritter Sohn Paek Ryong-chon ist seit Dezember 2007 Präsident der Zentralbank der Demokratischen Volksrepublik Korea.